# Truvia
Truvia är ett sötningsmedel baserat på stevia och utvecklad gemensamt av Coca-Cola och Cargill. Det används som ett sötningsmedel och ingrediens i livsmedel. Cargill klassificerar det som ett naturligt sötningsmedel med 0 i GI, då medlet kommer från steviaväxten, men sötningsmedlet Stevia innehåller även artificiella tillstaser och får inte marknadsföras som naturligt enligt en dom i Stockholms förvaltningsrätt. Det är uppbyggt av rebiana, erytritol och naturliga smakämnen. Sedan det introducerade 2008 har medlet blivit nummer två bland sockersubstitut i USA. Truvia konkurrerar med Pepsi's PureVia, som också är ett stevia-baserat sötningsmedel.